# Regeringsformatie België 1968
Na de verkiezingen voor het Belgisch Parlement op 31 maart 1968 ging de formatie van een nieuwe Belgische regering van start. De formatie duurde 78 dagen en leidde tot de vorming van de regering-G. Eyskens IV.

## Verloop van de formatie

### Aanloop naar de formatie
Op 31 maart 1968 vonden vervroegde verkiezingen plaats, nadat de regering-Vanden Boeynants I (christendemocraten en liberalen) was gevallen over de kwestie Leuven Vlaams. De christendemocratische partijen CVP en PSC bleven de grootste politieke familie, maar leden een zware nederlaag. Ook de socialistische partij BSP-PSB en de liberale partij PVV-PLP gingen achteruit. De grote winnaars van de verkiezingen waren de communautaire partijen: de Vlaams-nationalistische partij Volksunie aan Vlaamse kant en RW en FDF aan Franstalige kant.
Een dag later startte koning Boudewijn met zijn raadplegingen met het oog op de regeringsvorming. Op 1 april ontving hij ontslagnemend premier Paul Vanden Boeynants, op 2 april kwamen de voorzitters van Kamer en Senaat, respectievelijk Achiel Van Acker en Paul Struye, PVV-PLP-voorzitter Omer Vanaudenhove en CVP-PSC-voorzitter Robert Houben op audiëntie. Een dag later was het de beurt aan BSP-PSB -voorzitter Leo Collard, oud-premier en minister van Staat Gaston Eyskens (CVP), Kamerlid en oud-minister Edmond Leburton (PSB), senator en PVV-PLP-ondervoorzitter Norbert Hougardy en Robert Vandekerckhove, voorzitter van de Vlaamse vleugel van CVP-PSC. Op 4 april voerde de koning consultaties met BSP-PSB-ondervoorzitter Jos Van Eynde, ontslagnemend vicepremier Willy De Clercq (PVV), PSB-Kamerlid Joseph-Jean Merlot en Albert Parisis, voorzitter van de Franstalige vleugel van CVP-PSC, op 5 april volgden audiënties met oud-premier en minister van Staat Théo Lefèvre (CVP), PSB-Kamerlid Henri Simonet, PVV-PLP-ondervoorzitter Emile-Edgard Jeunehomme en minister van Staat Paul-Willem Segers (CVP) en op 6 april kwamen oud-premier en minister van Buitenlandse Zaken Pierre Harmel en vertegenwoordigers van sociaal-economische organisaties. Op 8 april sloot de koning zijn audiënties af met de ontvangst van ministers van Staat Henri Rolin (PSB) en Paul-Henri Spaak (PSB).

### Informateur Adhémar d'Alcantara (8 april - 19 april 1968)
Dezelfde dag nog stelde de koning minister van Middenstand Adhémar d'Alcantara (CVP) aan tot informateur. Hij kreeg een tweeledige opdracht: ten eerste diende hij verslag uit te brengen over een regeringsprogramma dat enerzijds de institutionele problemen met een zo breed mogelijke steun zou regelen en anderzijds een antwoord moest bieden op de problemen op sociaal, economisch en financieel gebied en ten tweede moest hij regeringsformules uitzoeken die dat programma konden realiseren. Hiertoe voerde d'Alcantara gesprekken met de voorzitters van Kamer en Senaat en de voorzitters van de traditionele partijen. Hij liet de christendemocratische, liberale en socialistische partijen een dossier samenstellen over hun visie op de economische, sociale, financiële en institutionele problemen, waarna hij die dossiers zou bestuderen en vergelijken om er daarna mogelijke conclusies uit te trekken. Op 16 april ontving de informateur eveneens FDF-ondervoorzitter Lucien Outers en Volksunie-voorzitter Frans Van der Elst en voerde hij tevens overleg met ontslagnemend premier Paul Vanden Boeynants.
Een dag later ontving d'Alcantara de voorzitters van de traditionele partijen tezamen, om de standpunten van deze partijen ten aanzien van de communautaire problemen nader te bespreken en het pad te effenen voor een drieledige regering. Op 18 april vroeg d'Alcantara aan de traditionele partijen onder welke voorwaarden ze bereid waren om een werkgroep te vormen, die de krijtlijnen van de aanpak van de communautaire problemen zou uitstippelen, waarna die door de regering en het parlement verder zouden worden uitgewerkt. De socialisten weigerden echter mee te werken aan die werkgroep en eisten dat er meteen onderhandeld zou worden over de vorming van een regering, onder leiding van een formateur uit hun partij. Bovendien gaven ze de voorkeur aan een tweeledige regering met de christendemocraten en zonder de liberalen. Hierop diende d'Alcantara op 19 april 1968 zijn ontslag in als informateur. Na de mislukking van de opdracht van d'Alcantara voerde koning Boudewijn opnieuw een consultatieronde met de voorzitters van de traditionele partijen.

### Formateur Léo Collard (22 april - 6 mei 1968)

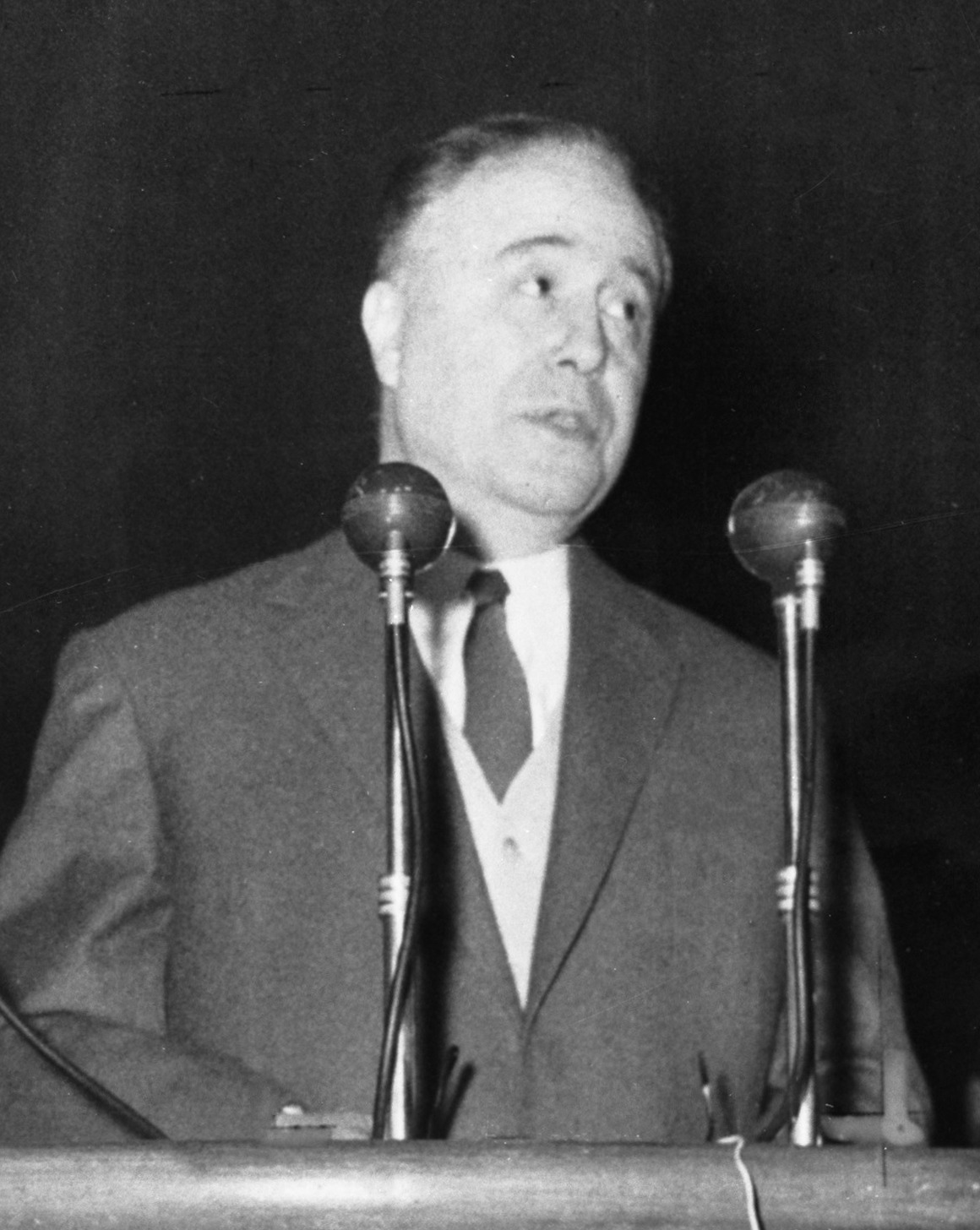
Léo Collard.

Op 22 april werd BSP-PSB-voorzitter Léo Collard aangesteld tot formateur, met als doel om een rooms-rode regering te vormen. Drie dagen later overhandigde hij aan CVP-PSC-voorzitter Robert Houben een nota over de institutionele problemen, die betrekking had op de grondwetsherziening en de culturele autonomie. De volgende dagen werkte Collard aan zijn programma over de economische, financiële en sociale vraagstukken.
Op 29 april kwamen de onderhandelaars van CVP, PSC en BSP-PSB voor het eerst samen om te praten over de institutionele voorstellen van Collard, waarbij de christendemocraten vooral een reeks ophelderingen vroegen. Op 2 mei werd opnieuw een vergadering gehouden. Hierbij bleken de standpunten tussen de christendemocraten en socialisten ver uit elkaar te liggen: CVP vond dat de formateur ook aan de liberalen voorstellen moest doen over de grondwetsherziening – aangezien daarvoor een tweederdemeerderheid nodig was, waarover een rooms-rode regering niet beschikte – en moest streven naar een communautair akkoord onder de drie traditionele partijen, alvorens een regering kon worden gevormd. De BSP echter wilde eerst een regering vormen, via gewone wetten een reeks structurele maatregelen treffen en pas later aan een grondwetsherziening werken. De volgende dag eisten CVP en PSC dat de formateur aanvullende voorstellen zou doen, in verband met de institutionele problemen en de liberalen bij het overleg zouden worden betrokken. Collard weigerde dit en wilde dat CVP duidelijkheid zou scheppen omtrent de vraag of de partij al dan niet wilde onderhandelen op basis van de voorstellen die hij reeds had gedaan. Op 4 mei antwoordde de CVP-leiding dat ze de besprekingen met de socialisten niet konden voortzetten, omdat ze de werkwijze van Collard onaanvaardbaar vonden. Vervolgens diende Collard op 6 mei zijn ontslag in als formateur.

### Formateur Paul Vanden Boeynants (7 mei - 13 juni 1968)

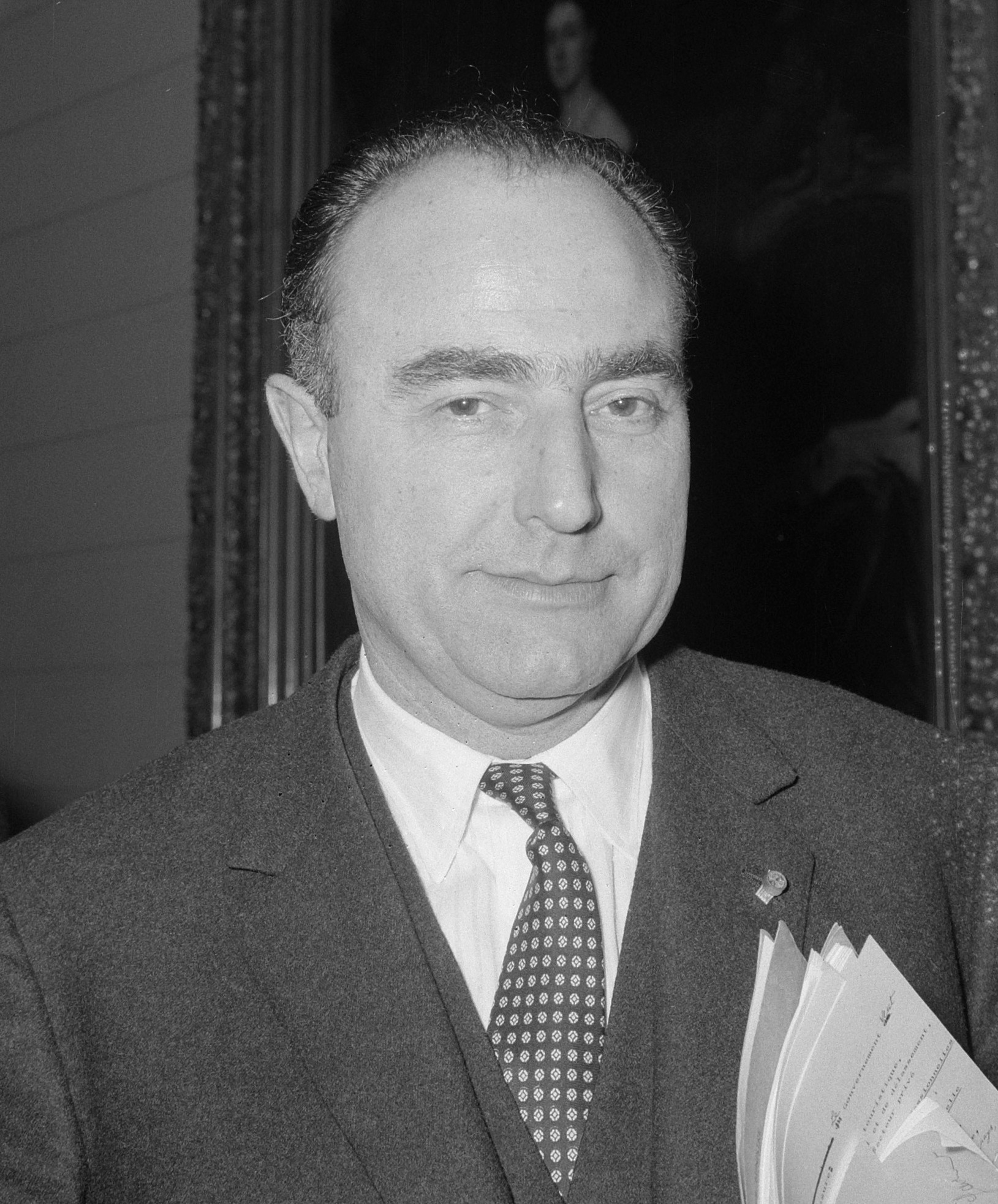
Paul Vanden Boeynants.

Een dag later stelde koning Boudewijn ontslagnemend premier Paul Vanden Boeynants (PSC) aan tot formateur. Hij wenste een communautair akkoord te bereiken met de christendemocraten, socialisten en liberalen en wilde ook het liefst een drieledige regering vormen, omdat die volgens hem de problemen van het land het best kon aanpakken.
Op 9 mei overhandigde Vanden Boeynants aan partijvoorzitters Robert Houben (CVP-PSC), Léo Collard (BSP-PSB) en Omer Vanaudenhove (PVV-PLP) een nota met voorstellen die betrekkingen hadden op de institutionele problemen, de modernisering van de staat, de gemeenschapsproblemen en enkele economische vraagstukken. Vanden Boeynants stelde onder andere culturele autonomie voor Nederlandstaligen en Franstaligen voor, alsook een paritair samengestelde regering (evenveel Vlaamse als Franstalige ministers), een decentralisatie van het economisch beleid door Vlaamse en Waalse economische raden op te richten, de oprichting van een Brusselse Agglomeratie bestaande uit de 19 Brusselse gemeenten, de overheveling van de Franstalige faculteiten van de Universiteit van Leuven naar Waals-Brabant en de terugkeer van de Voergemeenten naar de provincie Luik, met behoud van het taalstatuut inzake onderwijs en cultuur. Tegen 13 mei dienden de partijen te oordelen of deze nota als basis kon dienen voor verdere onderhandelingen. De liberalen, christendemocraten en ook de socialisten waren bereid om verder te praten over de voorstellen van de formateur, maar die laatsten bleven bij hun standpunt dat ze geen besprekingen over een drieledige regering wensten aan te vatten en vroegen tevens nadere toelichting over de voorstellen van Vanden Boeynants.
Op 15 mei ontmoette Vanden Boeynants partijvoorzitters Collard en Vanaudenhove afzonderlijk om hen verduidelijkingen te geven over zijn voorstellen. Op basis van dit overleg zou Vanden Boeynants beslissen of hij verder onderhandelde met de socialisten dan wel met de liberalen. Collard gaf aan dat BSP-PSB nu toch bereid was om in het regeerprogramma de krijtlijnen van een communautair akkoord op te nemen, waarna de uitwerking daarvan zou worden overgelaten aan het parlement. Vanaudenhove verklaarde dan weer dat PVV-PLP bereid bleef om te praten over de communautaire voorstellen van Vanden Boeynants, maar alleen in een regering zou stappen als de partij daar eensgezind over was, wat op dat moment niet het geval was; de Brusselse federatie had namelijk de voorstellen van de formateur over de Brusselse Agglomeratie verworpen. De volgende dag besliste Vanden Boeynants om voort te onderhandelen met de socialisten.
Op 20 mei gingen de onderhandelingen tussen de christendemocraten en de socialisten over de communautaire voorstellen van Vanden Boeynants van start. In de eerste week van de onderhandelingen werden overeenkomsten gesloten over de economische decentralisatie en de culturele autonomie, waarbij werd overeengekomen om gewestelijke ontwikkelingsmaatschappijen en adviserende economische raden en cultuurraden op te richten. Op 28 mei sloten onderhandelaars een basisakkoord over de oprichting en het statuut van de Brusselse Agglomeratieraad en de samenstelling van het daaruit te verkiezen cultuurcollege. Een dag   later werd overeengekomen om een communautaire alarmbelprocedure in te voeren, die diende te voorkomen dat een taalgroep eenzijdig een wetsontwerp of -voorstel zou doordrukken. Op 30 mei werd dan een akkoord gesloten over het taalregime van de scholen in Brussel, dat bij de Brusselse socialisten op veel tegenkanting stuitte. De dag nadien werd overeengekomen om de Franstalige faculteiten van de KU Leuven over te hevelen naar Waals-Brabant. Op 1 juni werden twee werkgroepen opgericht die een oplossing moesten vinden voor de begrenzing van de Brusselse agglomeratie en het statuut van de Voergemeenten.
Op 4 juni begonnen de onderhandelingen over het economisch, financieel, sociaal, buitenlands, militair en wetenschappelijk beleid, waarover een dag later een akkoord werd bereikt. Vervolgens dienden de partijbureaus van de christendemocraten en socialisten zich tegen 7 juni uit te spreken over de reeds bereikte resultaten en de knelpunten waarover nog geen akkoord was bereikt (het statuut van de Voerstreek en de begrenzing van Brussel). De socialisten stelden voor om die knelpunten door te verwijzen naar het parlement, zonder voorafgaande overeenkomst aan de onderhandelingstafel. Op 7 juni kwamen de onderhandelaars voor het laatst samen om te discussiëren over de knelpunten, waarbij beslist werd om de begrenzing en het probleem van de taalregeling van Brussel door het parlement te laten behandelen en de taalfaciliteiten in de Voergemeenten te verruimen.

### Formateur Gaston Eyskens (13 juni - 17 juni 1968)

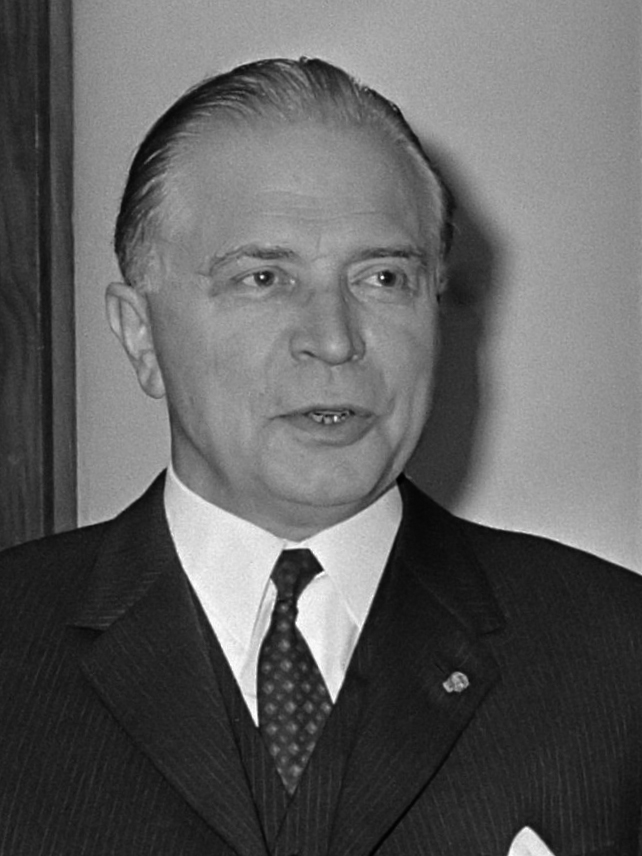
Gaston Eyskens.

Op 12 juni maakte Vanden Boeynants bekend dat hij niet opnieuw premier zou worden en werd beslist dat oud-premier Gaston Eyskens (CVP) in zijn plaats de regering zou leiden. Dezelfde dag stemden de partijcongressen van CVP, PSC en BSP-PSB in met het regeerakkoord. Op 13 juni werd Vanden Boeynants ontheven van zijn formateursopdracht, waarna Gaston Eyskens hem opvolgde als formateur en die onderhandelingen begon over de samenstelling van de regering. Dezelfde dag beslisten de Brusselse Franstalige socialisten, die tegen het regeerakkoord hadden gestemd, om geen ministers of staatssecretarissen te leveren. Op 15 juni werd een akkoord bereikt over de structuur van de regering en de verdeling van de portefeuilles. Twee dagen later legden de 15 ministers en 14 staatssecretarissen van de regering-G. Eyskens IV de eed af in handen van de koning. Daaronder waren twee ministers bevoegd voor gemeenschapsbetrekkingen, die moesten waken over de uitvoering van het communautaire gedeelte van het regeerakkoord, dat in 1970 zou leiden tot de eerste staatshervorming. Op 25 juni 1968 werd de regeerverklaring voorgelezen in het parlement, waarna de Kamer op 27 juni en de Senaat op 28 juni hun vertrouwen gaven aan de regering.
1919 · 1920 · 1921 · 1923 · 1924 · 1925 · 1926 · 1927 · 1929 · 1931 · mei 1932 · okt. 1932 · dec. 1932 · jun. 1934 · nov. 1934 · 1935 · 1936 · 1937 · 1938 ·  feb. 1939 · apr. 1939 · 1940 · 1944 · 1945 · feb-mrt 1946 · jul-aug 1946 · 1947 · 1948 · 1949 · jun 1950 · aug 1950 · 1952 · 1954 · jun. 1958 · nov. 1958 · 1961 · 1965 · 1966 · 1968 · 1971/72  · 1972/73 · 1974 · 1977 · 1978 · 1978/79 · apr.-mei 1980 · okt. 1980 · apr. 1981 · nov.-dec. 1981 · 1985 · oktober 1987 · 1987/88 · 1991/92 · 1995 · 1999 · 2003 · 2007 · 2008 · 2010/11 · 2014 · 2019/20 · 2024/25